# Herb Ustrzyk Dolnych
Herb Ustrzyk Dolnych – jeden z symboli miasta Ustrzyki Dolne i gminy Ustrzyki Dolne w postaci herbu.

## Wygląd i symbolika
Herb przedstawia miecz barwy srebrnej, posiadający rękojeść barwy złotej, położony w słup, skierowany ostrzem do góry, przekłuty strzałą barwy srebrnej.

Dawny herb Ustrzyk Dolnych

## Historia
Wizerunek herbowy wzorowany jest na herbie szlacheckim Przestrzał, którym pieczętował się Iwonia (Iwan, Jan) Unichowski syn Jancza z Wajnogu (de Vainach), założyciel miasta z XVI wieku.